# Sechura (provincie)
Sechura is een provincie in de regio Piura in Peru. De provincie heeft een oppervlakte van 6.370 km² en heeft 75.652 inwoners (2015). De hoofdplaats van de provincie is het district Sechura; dit district vormt de stad  (ciudad) Sechura.
De provincie grenst in het noorden aan de provincie Paita, in het oosten aan de regio Lambayeque, in het zuiden en in het westen aan de Grote Oceaan.

## Bestuurlijke indeling
De provincie Sechura is onderverdeeld in zes districten, UBIGEO tussen haakjes:
- (200802) Bellavista de la Unión
- (200803) Bernal
- (200804) Cristo nos Valga
- (200806) Rinconada Llicuar
- (200801) Sechura, hoofdplaats van de provincie en vormt de stad (ciudad) Sechura
- (200805) Vice

Ayabaca · Huancabamba · Morropón · Paita · Piura · Sechura · Sullana · Talara